# Północno-zachodni tunel (Moskwa)

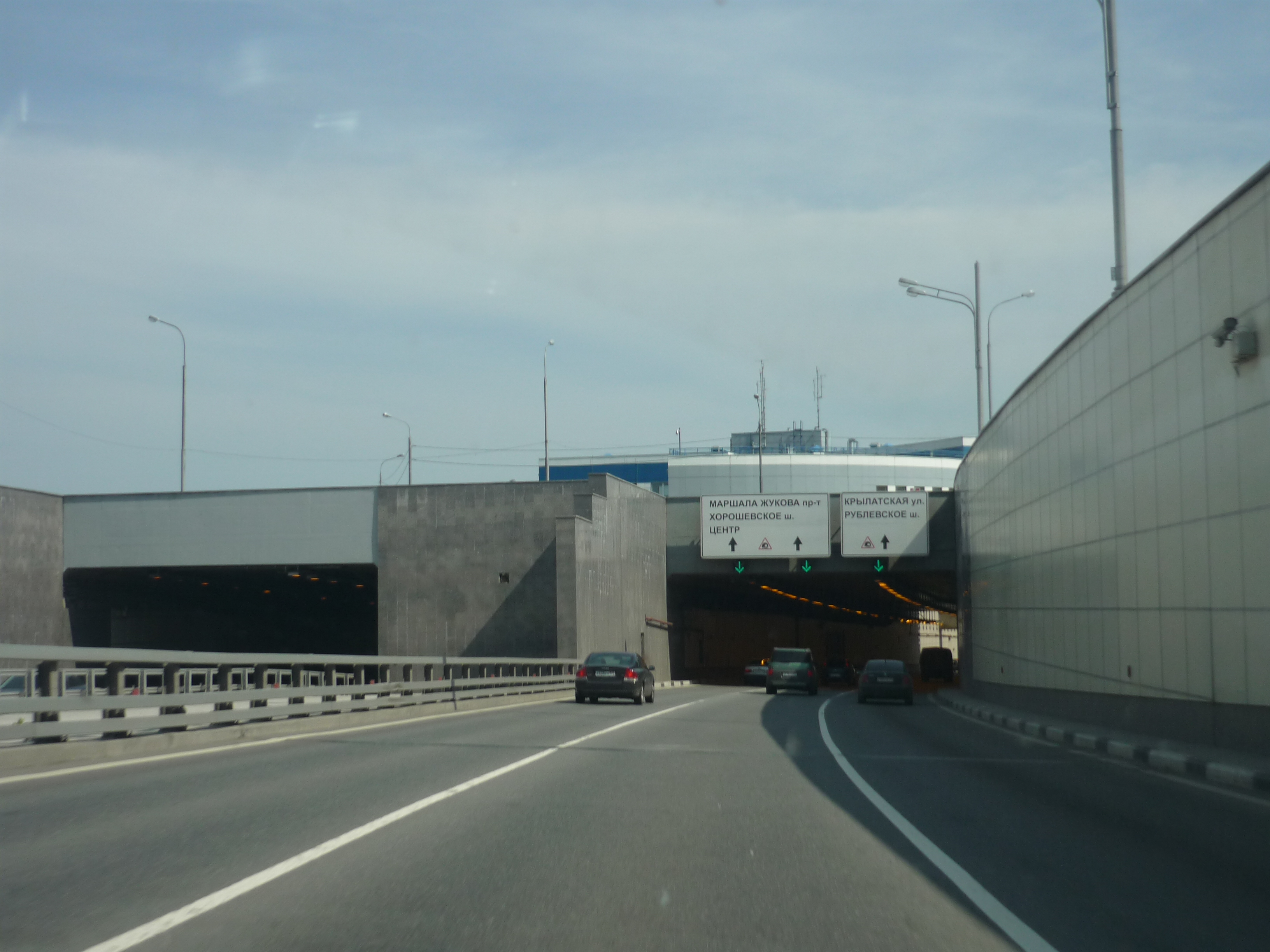
Wlot do tunelu

Północno-zachodni tunel (ros. Северо-Западный тоннель) – tunel drogowy i metra (Linia Arbacko-Pokrowska) w Moskwie otwarty 27 grudnia 2007. Jest to część trasy Krasnopresnenskij Prospekt, będącej przełużeniem autostrady M9 w stronę centrum miasta. Położony jest pod lasem Serebrjanoborskoje (Серебряноборское лесничество). Z długością około 2.8km jest czwartym co do długości miejskim tunelem w Europie (po Dublin Port Tunnel, Södra länken w Sztokholmie i Giovanni XXIII Tunnel w Rzymie).

## Parametry
Kompleks składa się z trzech tuneli, w tym dwa są dwupoziomowe (komunikacja), a jeden służy jako tunel serwisowy i ewakuacyjny. W dolnej części znajdują się tory linii metra, a górna przeznaczona jest dla ruchu kołowego. Maksymalna głębokość wynosi 44m. Długość głównych tuneli wynosi 3126m.

## Metro
Tunel stanowi fragment linii Arbacko-Pokrowskiej pomiędzy stacjami Kryłatskoje i Strogino. Z tego powodu znajduje się tutaj wyjście ewakuacyjne zwane oficjalnie Pritonnelnoje Soorużenie "Stacja D" (Притоннельное сооружение «станция Д»), zwana nieoficjalnie Tonnelnaja (Тоннельная). Z powodu regulacji w dziedzinie bezpieczeństwa i długości odcinka metra bez stacji (ponad 6km) wymagane było takie rozwiązanie. W tunelu znajdują się wąskie perony o długości 40m z wyjściami na powierzchnię. Konstrukcja tuneli nie pozwala na przebudowę tego miejsca na zwykłą stację.